# Hamresbodsjön
Hamresbodsjön är en sjö i Söderhamns kommun i Hälsingland och ingår i Norralaåns huvudavrinningsområde. Sjön har en area på 0,12 kvadratkilometer och ligger 114,4 meter över havet. Sjön avvattnas av vattendraget Laxbäcken.

## Delavrinningsområde
Hamresbodsjön ingår i det delavrinningsområde (680819-155134) som SMHI kallar för Inloppet i Tannsjön. Medelhöjden är 142 meter över havet och ytan är 11,17 kvadratkilometer. Det finns inga avrinningsområden uppströms utan avrinningsområdet är högsta punkten. Laxbäcken som avvattnar avrinningsområdet har biflödesordning 2, vilket innebär att vattnet flödar genom totalt 2 vattendrag innan det når havet efter 22 kilometer. Avrinningsområdet består mestadels av skog (90 procent). Avrinningsområdet har 0,17 kvadratkilometer vattenytor vilket ger det en sjöprocent på 1,5 procent.